# Green Cargo
Green Cargo AB är ett svenskt aktiebolag ägt av Svenska staten. Det är ett logistikföretag som kör godstransporter med tåg in- och utrikes (utrikes i samarbete med utländska partners). Green Cargo samarbetar med cirka 200 lastbilsåkerier vilka utför lastbilstransporter till och från järnvägen. Sedan januari 2019 är Ted Söderholm VD för Green Cargo. Green Cargo har knappt 60 procent av marknaden vad gäller godstransporter på järnväg.[Sedan när??]

## Historik
Green Cargo AB bildades vid bolagiseringen av Statens Järnvägar 1 januari 2001. Föregångaren SJ Gods hade de närmast föregående åren gått med mångmiljonförluster och haft problem med punktlighet och säkerhet. Sedan Green Cargo bildades har ett omfattande kvalitets- och säkerhetsarbete lett till halverade olyckskostnader och höjd punktlighet. Green Cargo gick med vinst första gången 2004 och därefter ökade lönsamheten årligen fram till finanskrisen och lågkonjunkturen som från oktober 2008 sänkte godsvolymerna påtagligt för kunderna inom exempelvis stål- och fordonsindustrin. Ett åtgärdsprogram och satsningar på försäljning ledde till ett resultatlyft på 242 MSEK 2011.

## Verksamhet
Green Cargos nätverk omfattar 270 orter i Sverige. Cirka hälften av transporterna är för skogs- och stålbranscherna. Andra branscher med växande järnvägstransporter är kemi-, fordons- och verkstadsindustrin samt handeln. En växande del av den intermodala trafiken körs också i Green Cargos nätverk, främst containrar men även trailers och växelflak.
För att utveckla den internationella godstågstrafiken tecknades hösten 2005 ett samarbetsavtal mellan Deutsche Bahn och Green Cargo. Sedan 2008 sköts godstågstrafik mellan Sverige och Tyskland genom det gemensamt ägda bolaget DB Schenker Rail Scandinavia, vilket har sitt huvudkontor i Köpenhamn. Green Cargo är en del av alliansen Xrail, som är ett samarbete mellan sju europeiska godstågsoperatörer för att få en ökad punktlighet och transparens i den europeiska godstågstrafiken.

## Organisation
Green Cargo AB är organiserat i 10 avdelningar:
- Produktion
- Planering
- Fordon
- Försäljning
- Marknad
- Finans
- HR
- Kommunikation
- IT
- Juridik & inköp

Under hösten 2011 beslutade företagsledningen om ny koncernstrategi för Green Cargo. Denna innebar att företaget skulle gå från att vara ett brett logistikföretag till att koncentrera sin verksamhet kring godstransporter på järnväg. I linje med beslutet såldes det egna lastbilsåkeriet 2011 och 26 mars 2012 såldes Green Cargo Logistics till PostNord.

## Fordon
Green Cargo har cirka 465 lok, varav nästan 60 procent är ellok. Standardlok för fjärrtrafiken är Rc-lok (Rc4). Det största dieseldrivna växelloket är T44. Våren 2010 sattes 16 nya Traxx-lok från Bombardier i trafik, med beteckningen Re. Moderniserade lok av tidigare typ Rc och T44 sattes i trafik under 2010, med beteckningarna Rd och Td. Moderniseringen av dessa lok omfattar över 120 lok och målet är att inom några år ha en lokpark som till 70 procent består av moderniserade lok. Under 2019 sattes åtta nya tunga lok av typ Mb i trafik.

## Bilder

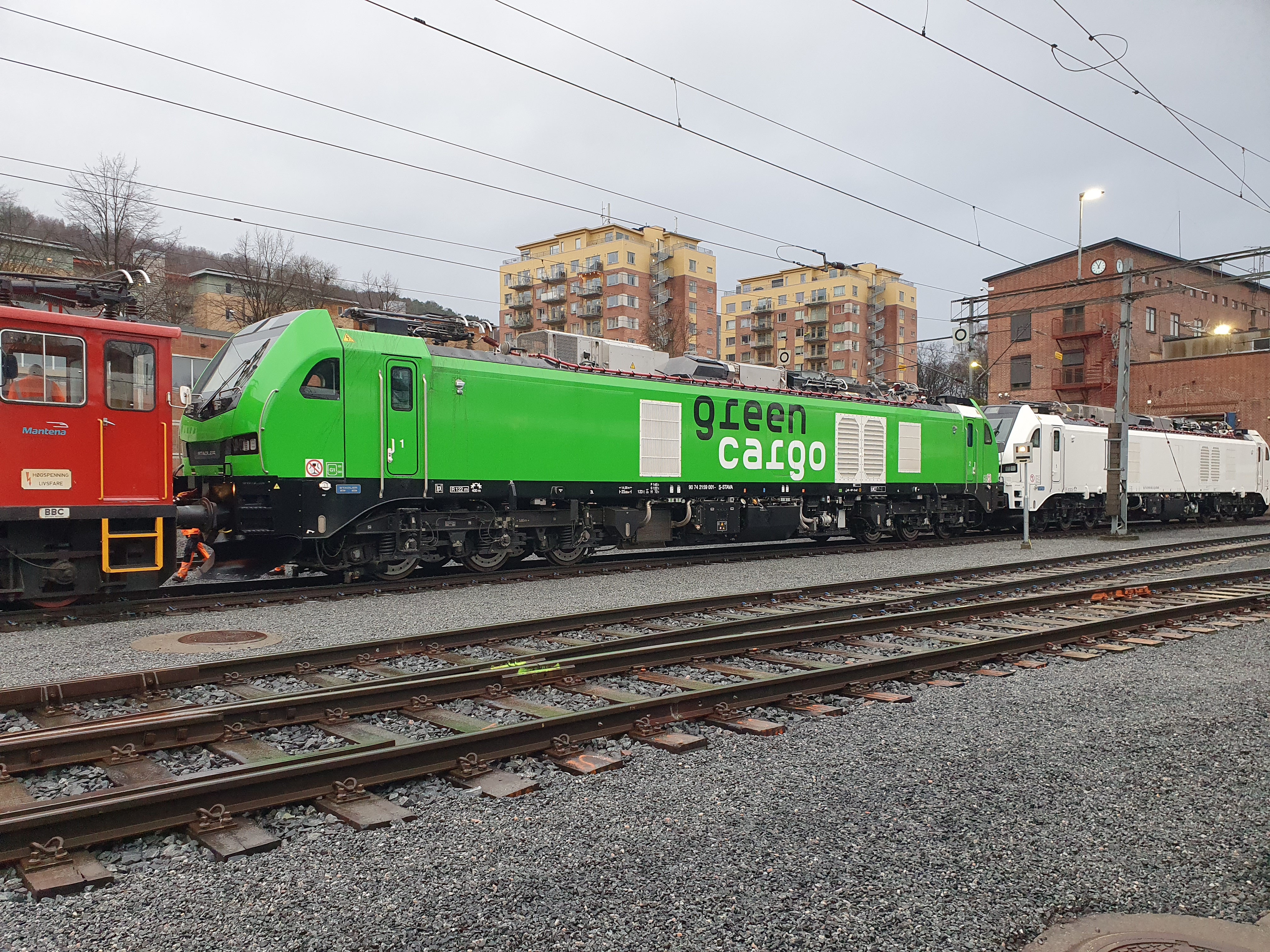
Två nya Stadler Euro Dual-lokomotiver i Lodalen i Oslo. Bereknad för trafik mellan Oslo och Bergen.

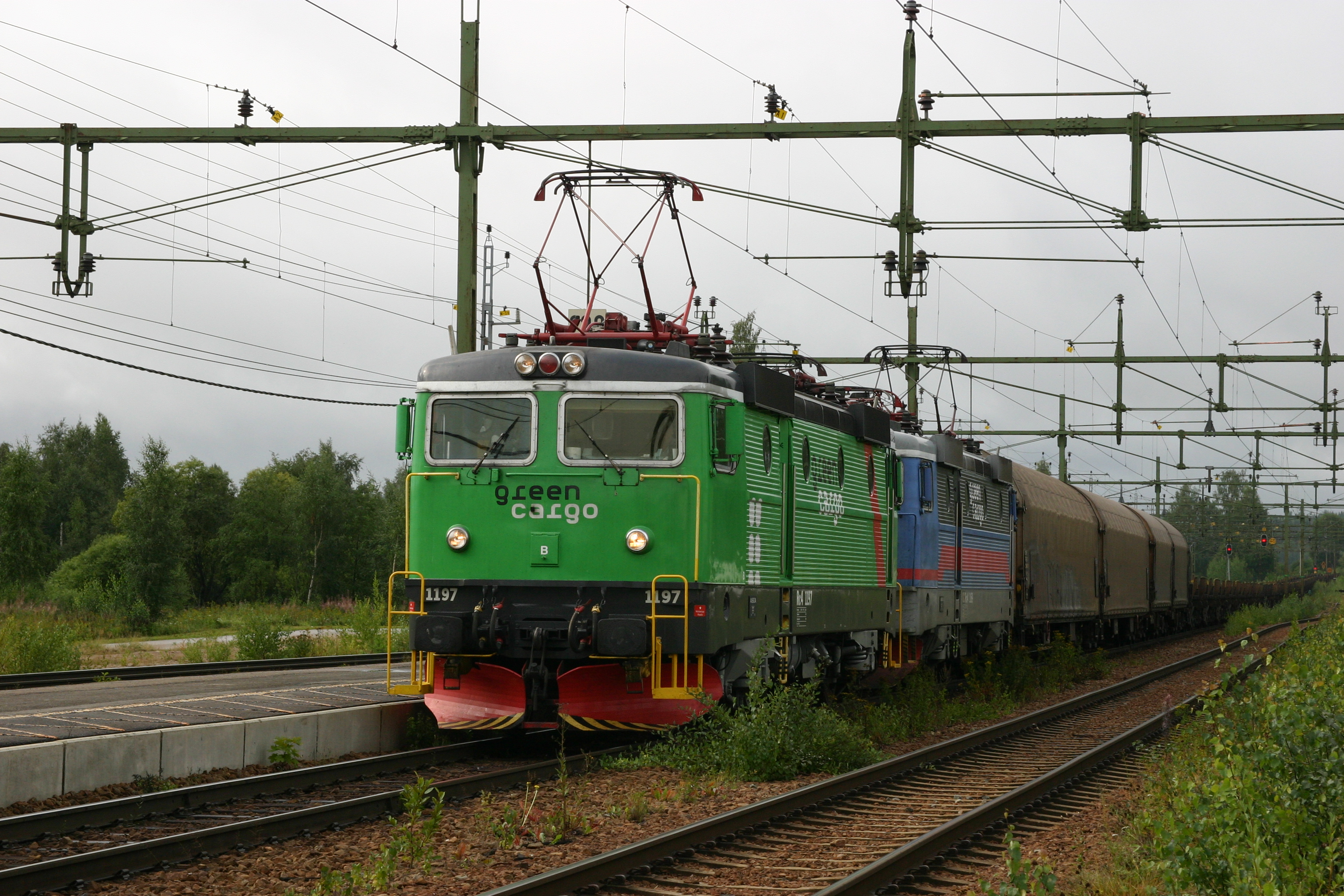
Två lok littera Rc4 från Green Cargo med tåg i Ockelbo
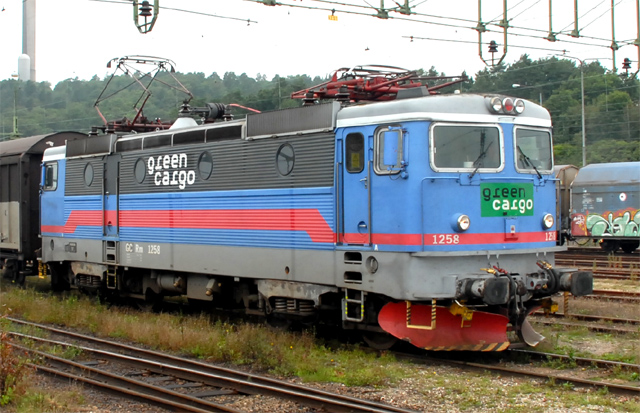
Green Cargo-loket Rm 1258 med tåg i Uddevalla
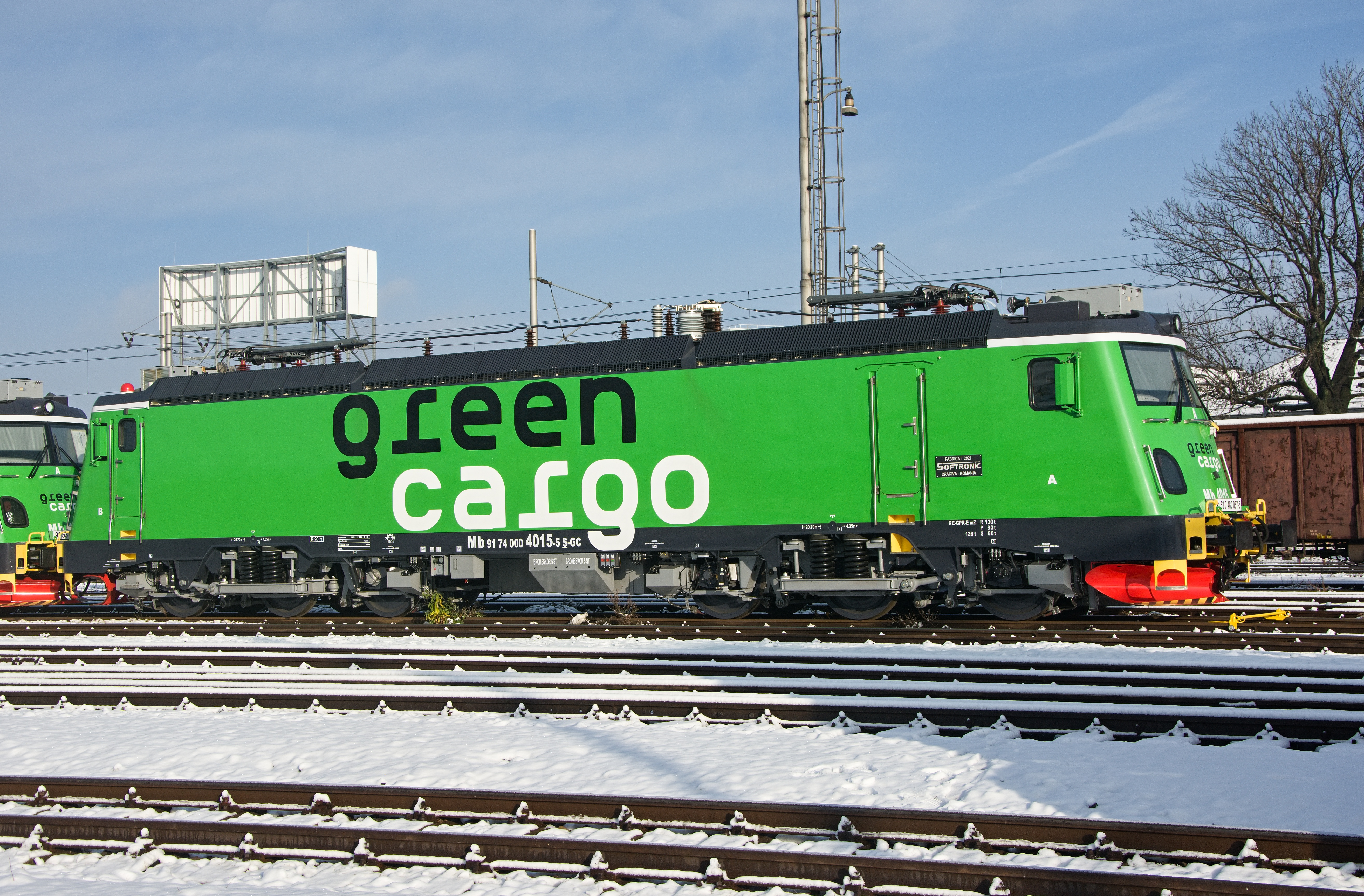
Green Cargo-loket Mb (lok)
Green Cargo litt Rc4 1318 och Rc4 1309 i särskild målning med stor text, "green" på det ena loket och "cargo" på det andra.
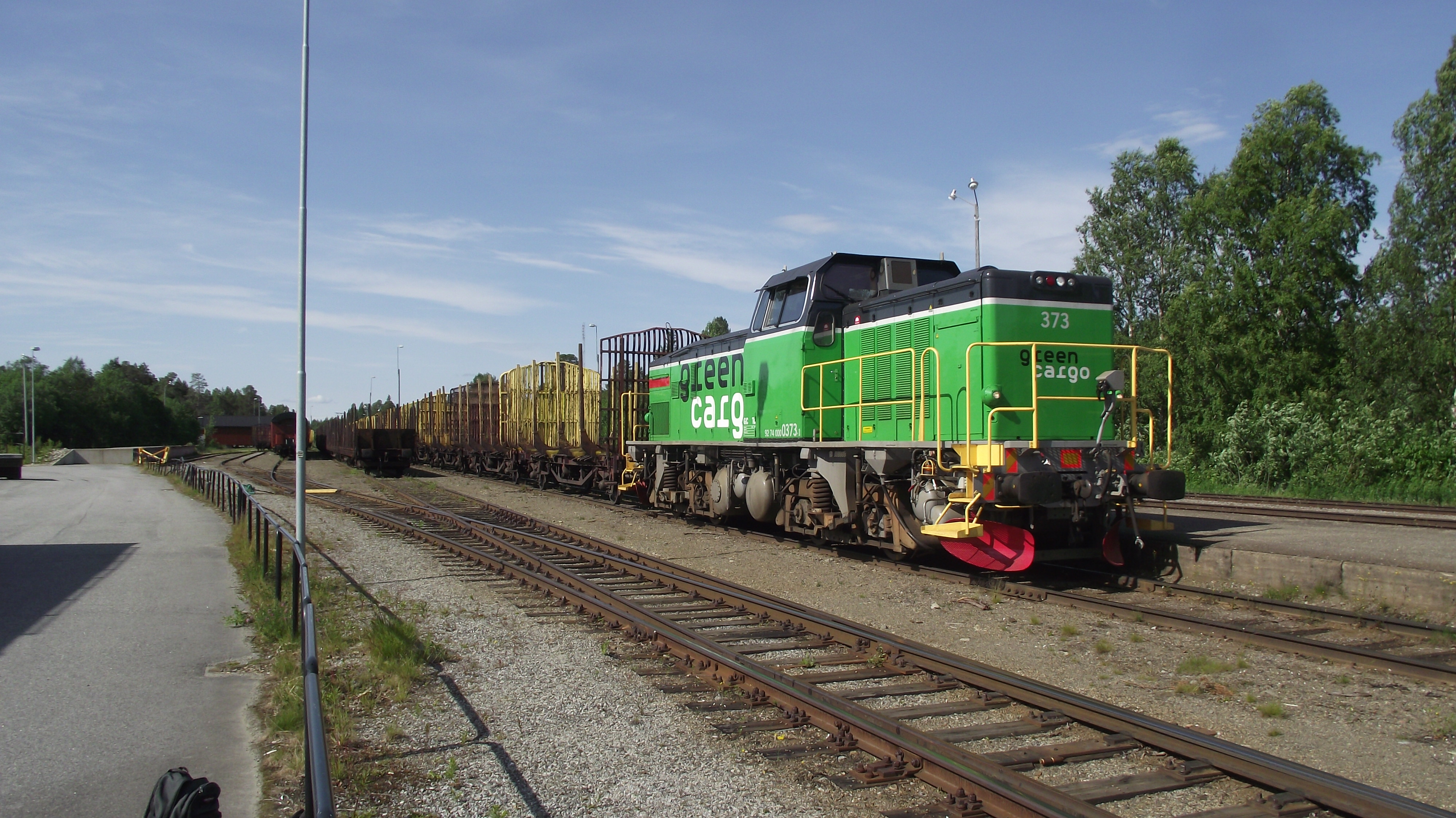
Diesellok litt Td 373 med tomt timmertåg i Storuman
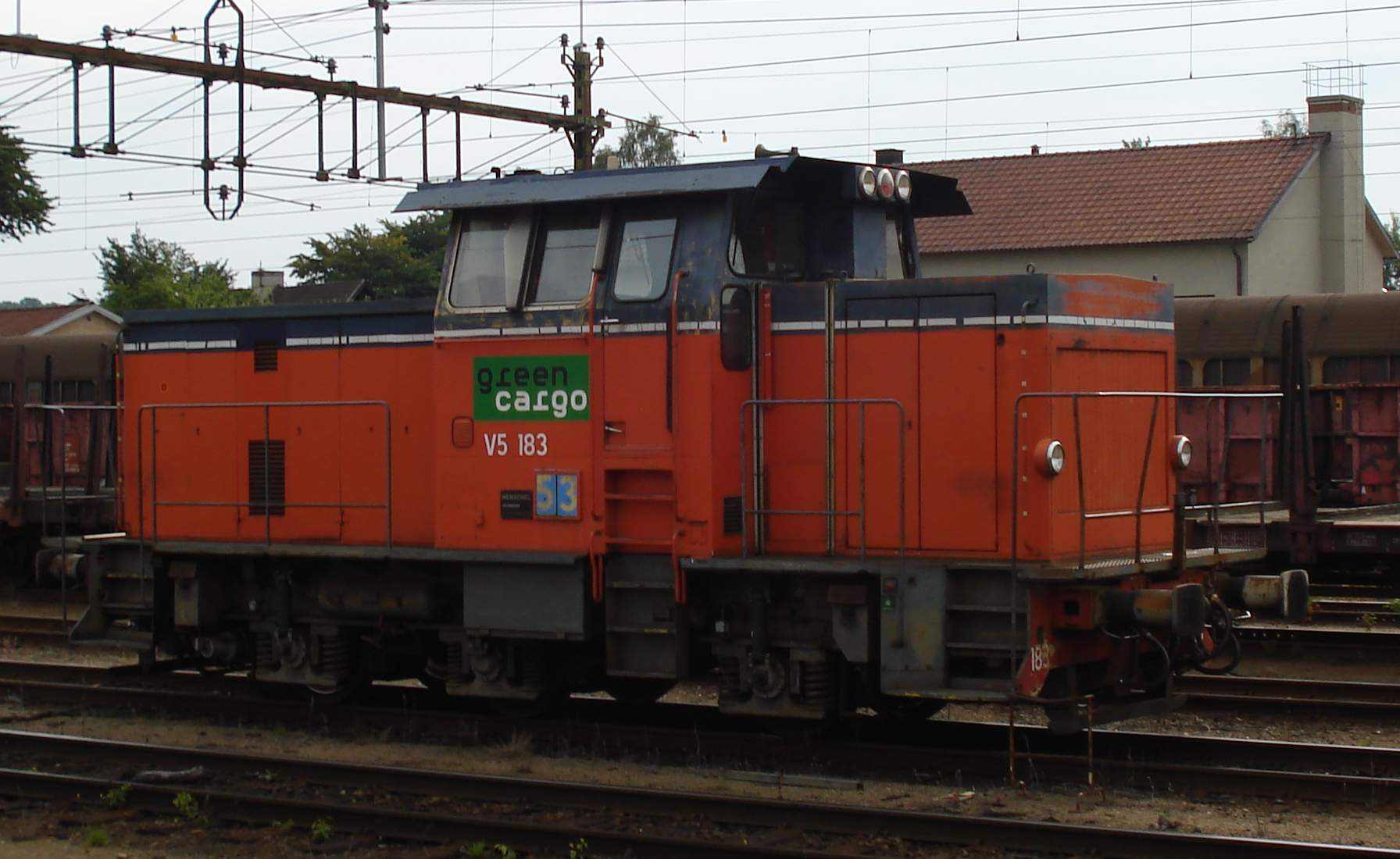
Växeldiesellok litt V5 med numret 183 i Alvesta
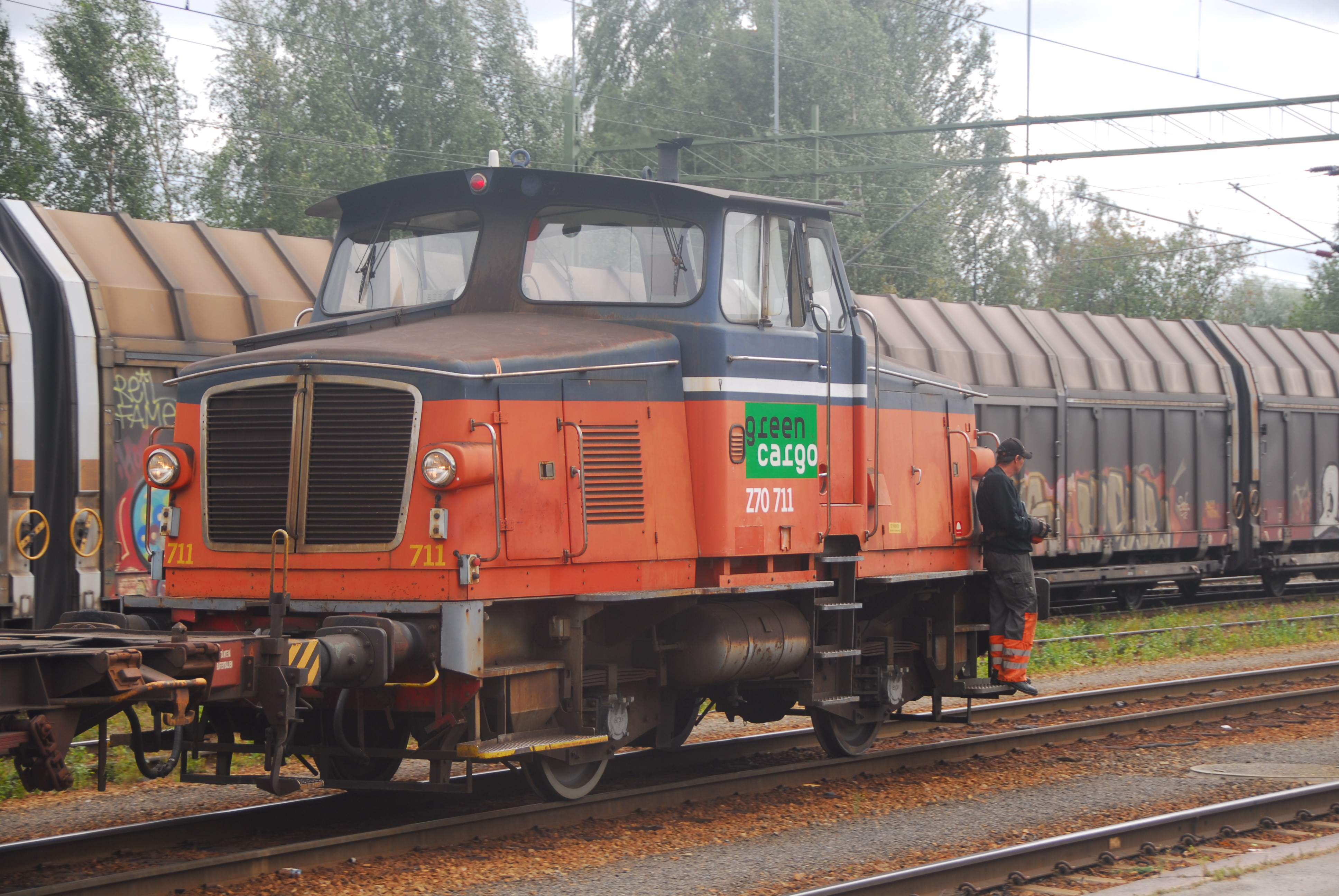
Lokomotor litt Z70 711 i Umeå